# ذخیره‌گاه طبیعی تونگوسکا
ذخیره‌گاه طبیعی تونگوسکا (انگلیسی: Tunguska Nature Reserve) یک پارک و ذخیره‌گاه طبیعی در سرزمین کراسنویارسک کشور روسیه است.